# Kreuzerhöhungskirche (Jelenia Góra)

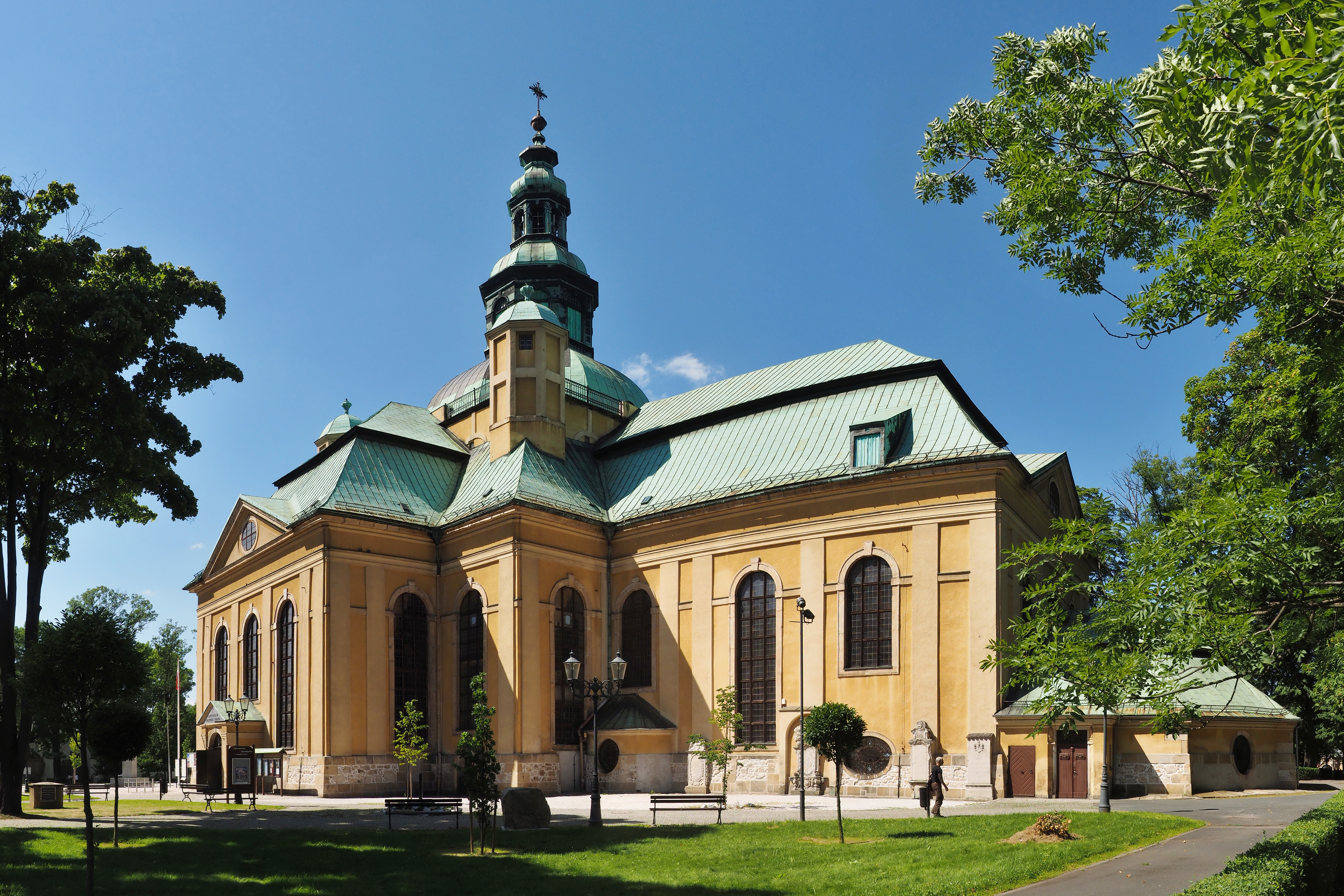
Hirschberger Gnadenkirche

Die Kreuzerhöhungskirche ist ein heute römisch-katholisches, vormals als Gnadenkirche zum Heiligen Kreuz evangelisches Kirchengebäude in Jelenia Góra (deutsch Hirschberg) in der polnischen Woiwodschaft Niederschlesien.

## Geschichte

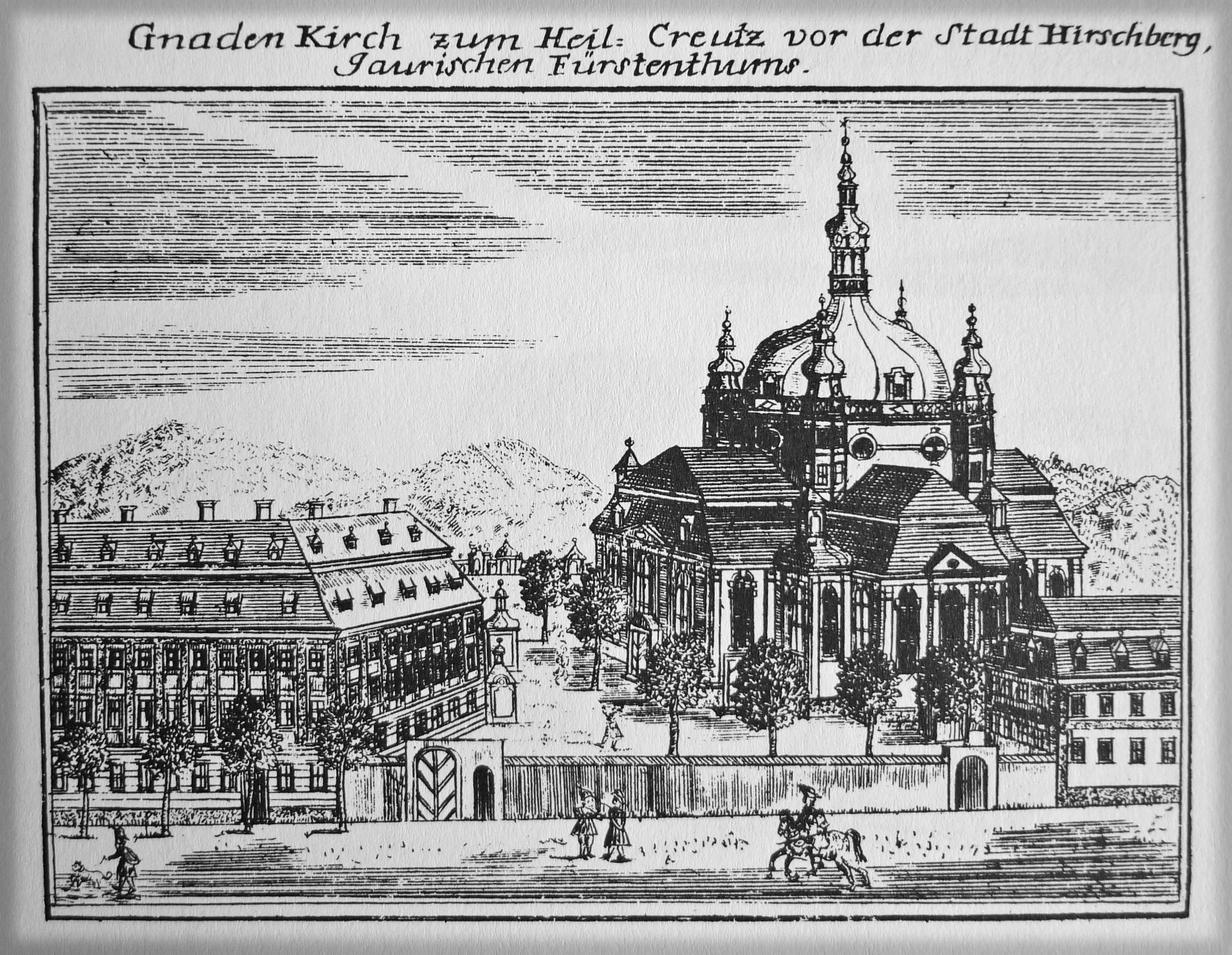
Ansicht aus der Mitte des 18. Jahrhunderts

Die Kirche entstand als eines der sechs protestantischen Kirchengebäude, die auf die Altranstädter Konvention hin in Schlesien gebaut werden durften. Das Bauwerk wurde 1709–1718 nach einem Entwurf des aus Tallinn stammenden und in Liegnitz ansässigen Architekten Martin Frantz nach dem Vorbild der Stockholmer Katharinenkirche errichtet. Der Grundstein wurde unter Oberpfarrer Johannes Neunherz gelegt.
1806 zerstörte ein Feuer die Türme des Treppenhauses sowie die Kirchenkuppel. Zwischen 1810 und 1811 wurden diese wieder aufgebaut.
Am 25. Oktober 1957 wurde sie zur römisch-katholischen Kreuzerhöhungskirche umgewidmet. Die Kirche wurde am 10. Oktober 1963 unter der Nummer A/1995/996 in das Verzeichnis der Baudenkmäler der Woiwodschaft Niederschlesien eingetragen. Seit dem Jahr 2006 ist sie durch die Überführung von Reliquien des Hl. Kreuzes eine Wallfahrtskirche des Bistums Liegnitz.
Bis zum Jahr 2012 diente die Kirche als Garnisonkirche und gehörte zum Schlesischen Militärdekanat.

## Architektur
Die Kirche wurde auf dem Grundriss eines gleicharmigen griechischen Kreuzes errichtet. Über der Vierung erhebt sich eine Kuppel, die von einem zweigeschossigen Turm gekrönt ist, der aber keine Laternenfenster  hat. Das Tageslicht kommt aus vier halbkreisförmigen Fenstern in den Giebelwänden der Seitenschiffe sowie aus hohen, oben halbrunden Fenstern in den Seitenwänden. Hinter dem Altar wurde eine niedrige Sakristei angebaut. Neben der Kuppel befinden sich vier achteckige Türmchen.

### Innenausstattung
Der Innenraum ist mit hölzernen Emporen ausgestattet. Die Malereien in den Gewölben (u. a. Christi Himmelfahrt) schufen Felix Anton Scheffler und Johann Franz Hoffmann. In der Mitte der Kuppel befindet sich ein Zifferblatt mit Tierkreiszeichen.
Der barocke Hochaltar stammt aus dem Jahr 1727.  Der darüberliegende Orgelprospekt wurde im selben Jahr von Johann Michael Röder gebaut. Darin bauten Schlag & Söhne 1905 eine neue Orgel, die im Wesentlichen erhalten ist.

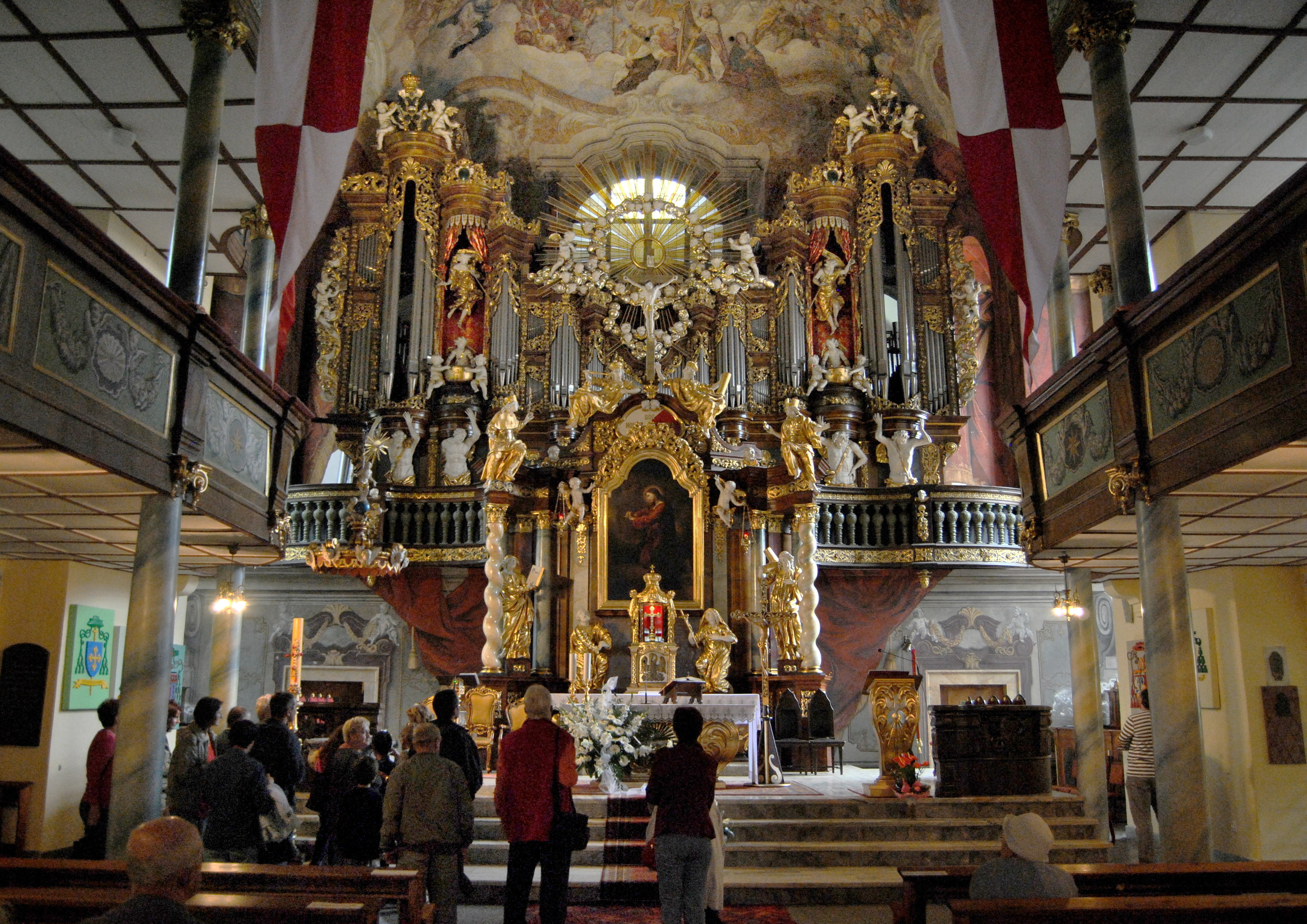
Barocker Hauptaltar und Orgelprospekt
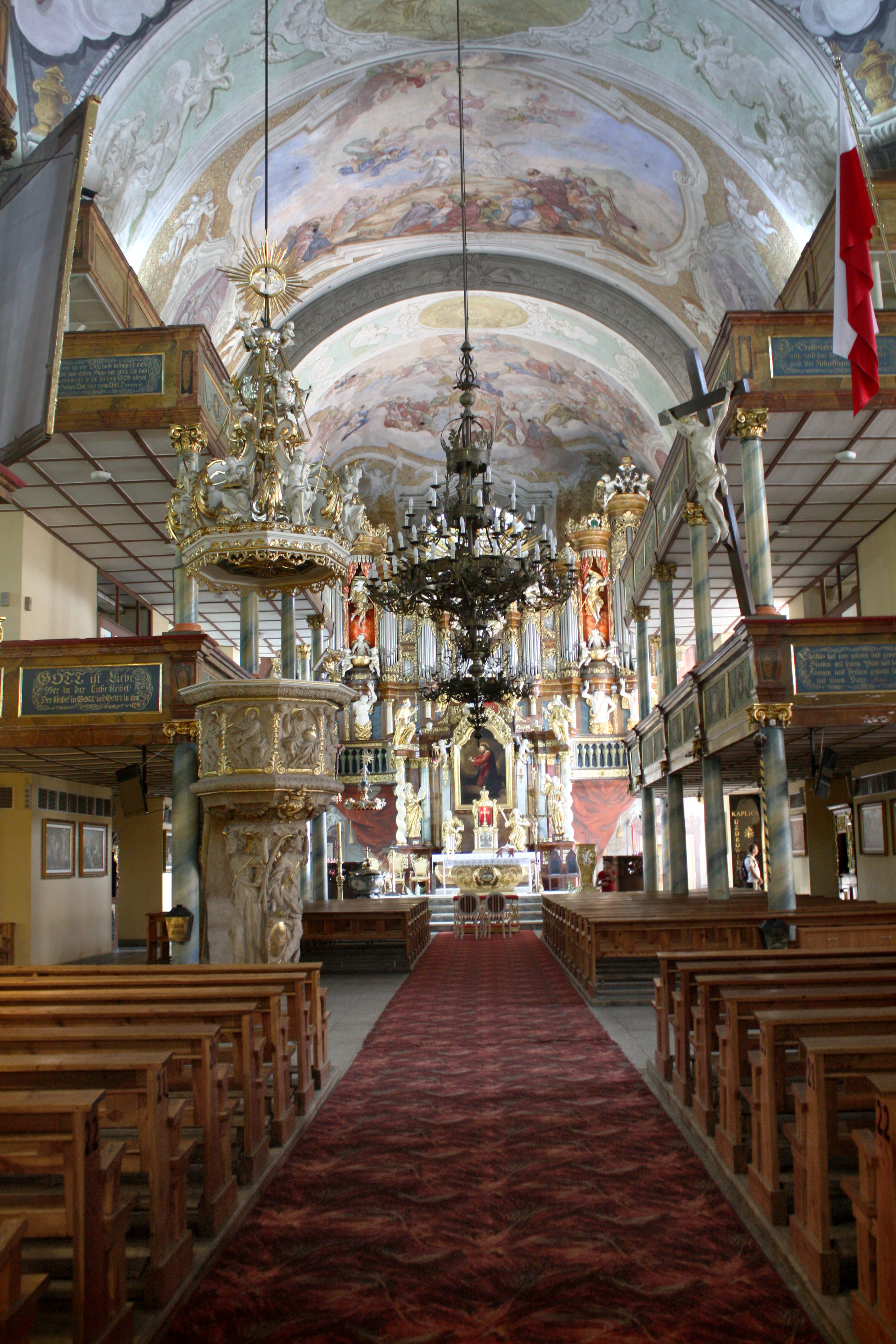
Innenraum
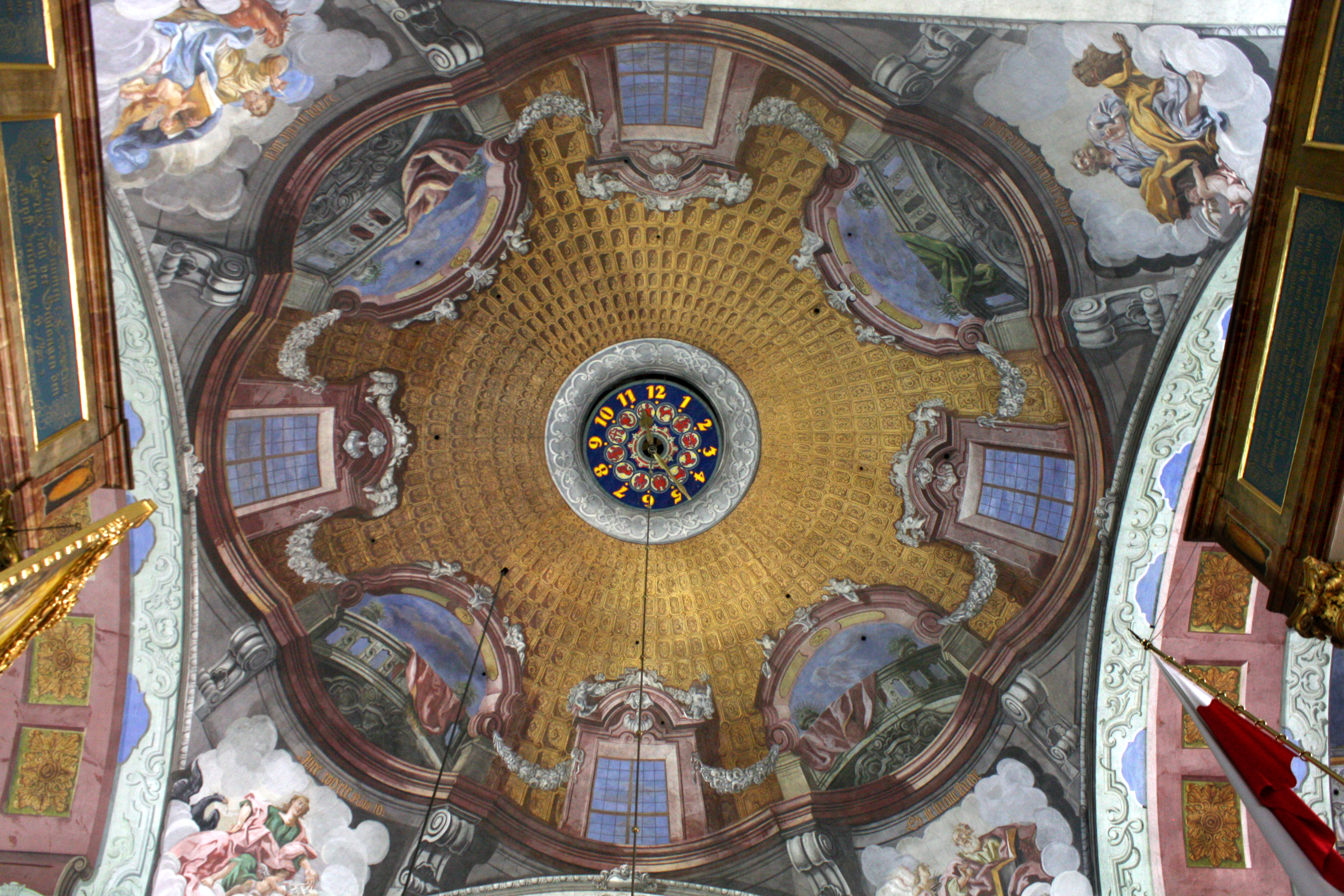
Kuppelmalerei
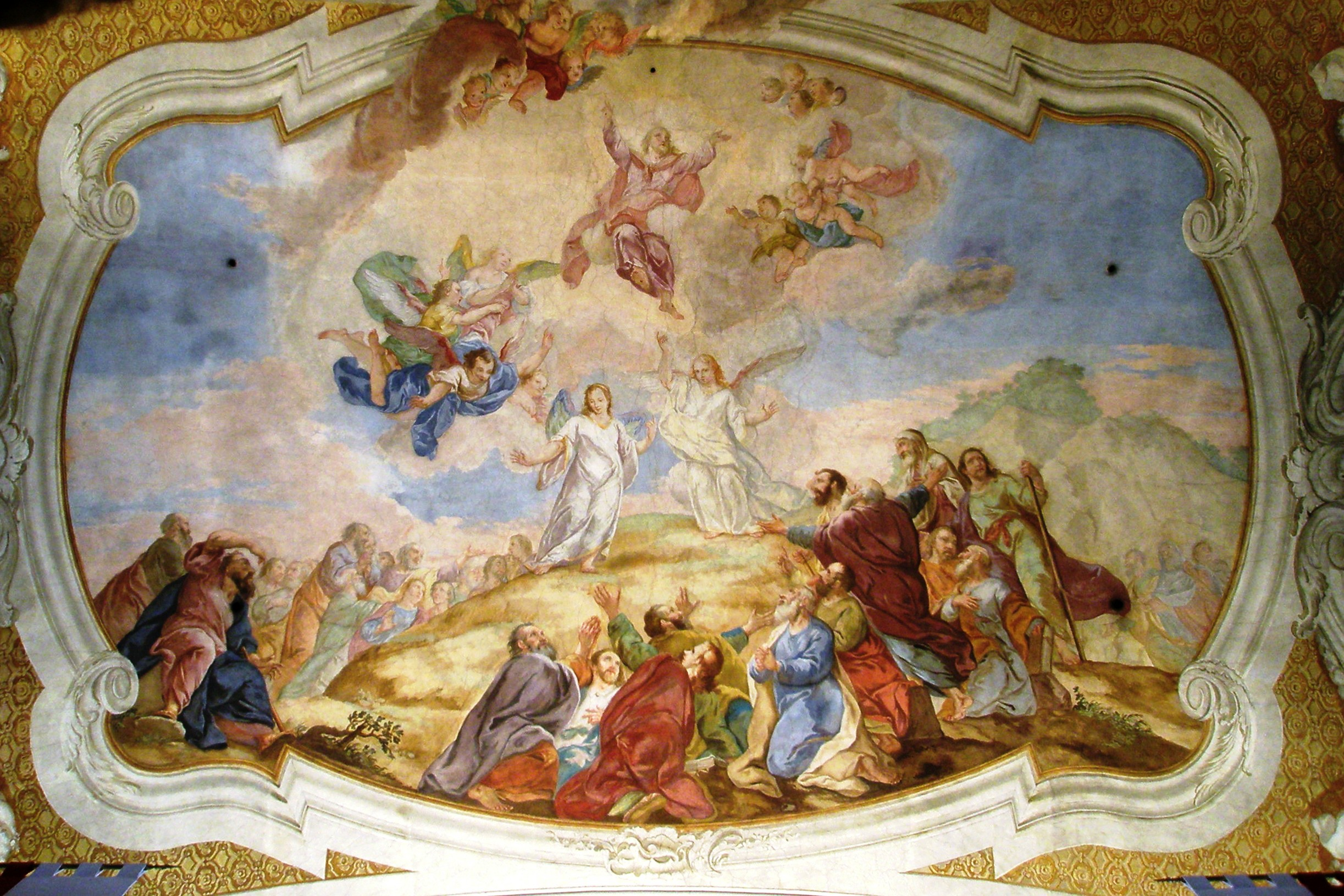
Christi Himmelfahrt
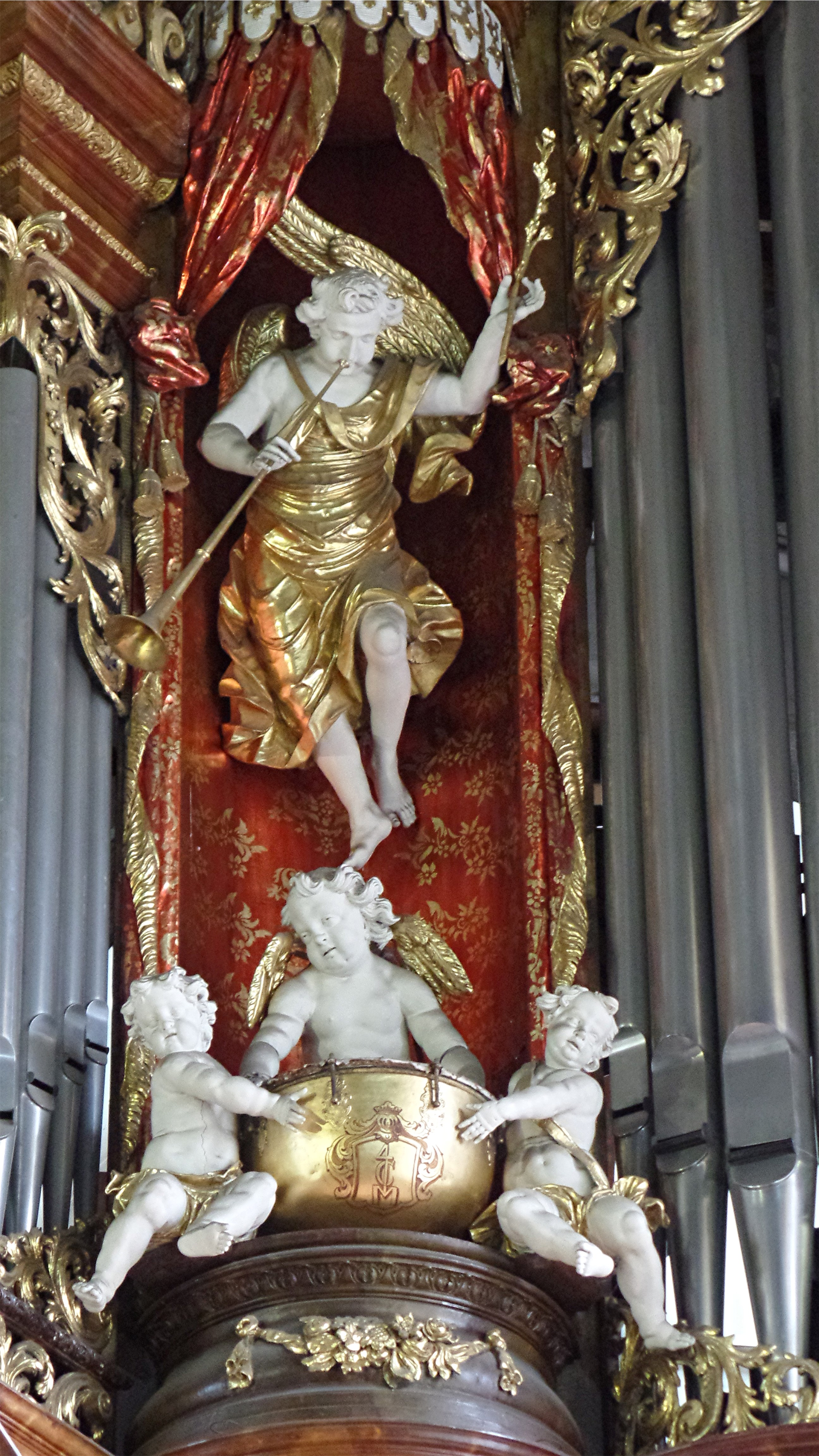
Detail des Orgelprospektes

### Kanzel
Die Kanzel, gestiftet von Melchior Berthold, einem Kaufmann aus Görlitz, wurde 1717 aus einem Block Sandstein gemeißelt. Am Treppenaufgang zeigt sie zwei Reliefs, die die Erhöhung der ehernen Schlange durch Mose und die Kreuzigung Jesu in einer typologischen Deutung aufeinander beziehen.

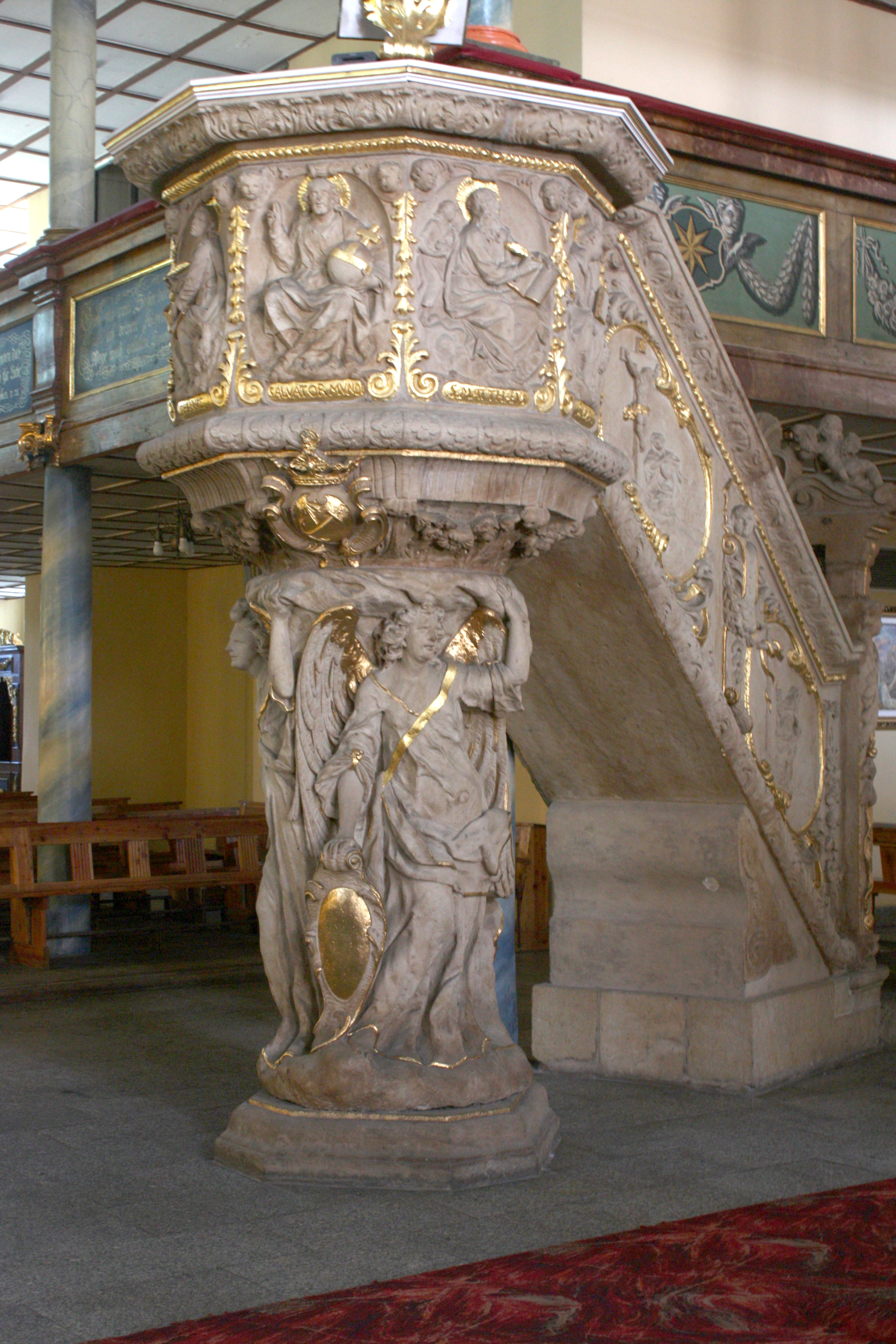
Kanzel
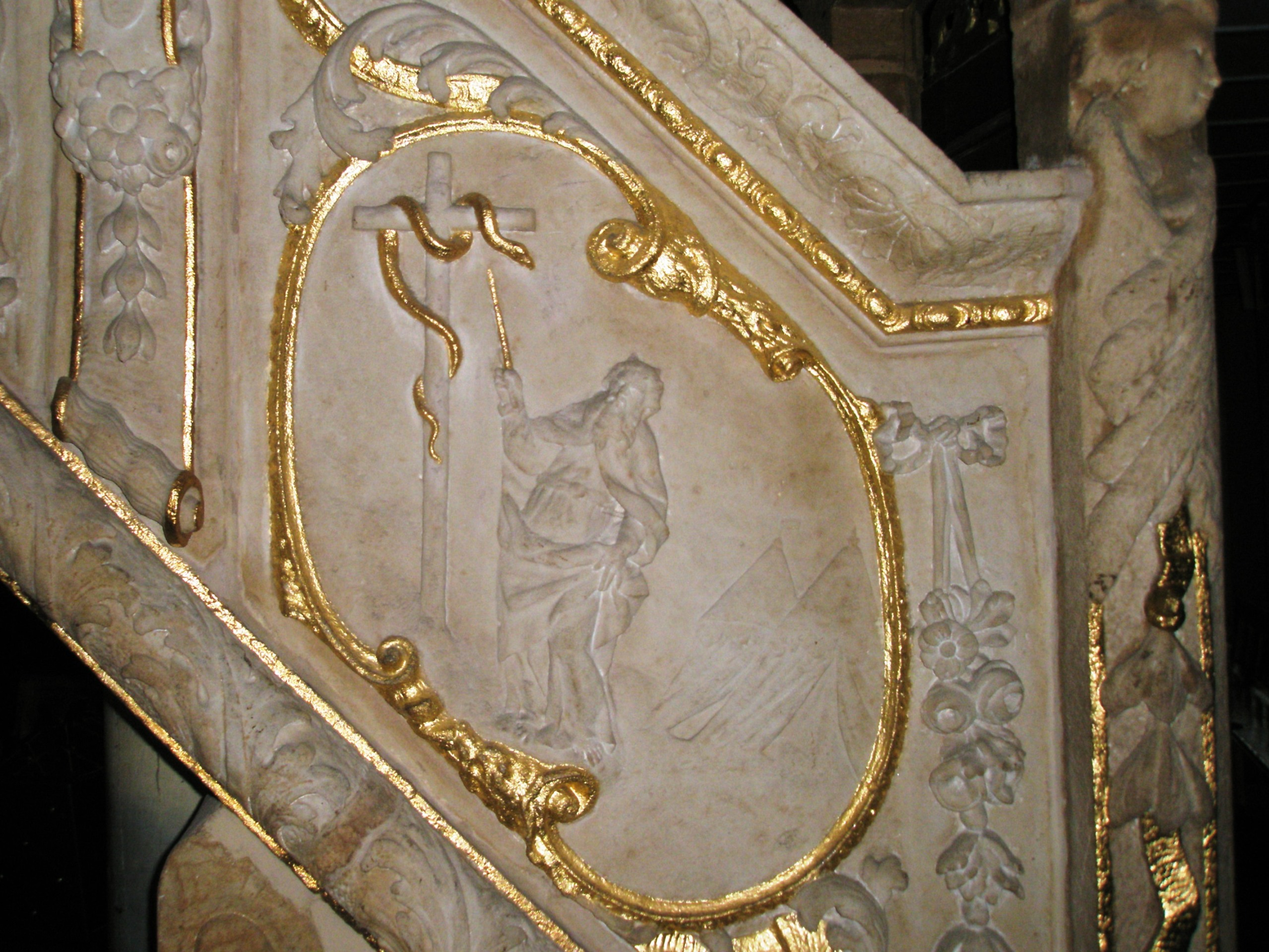
Mose weist auf die erhöhte eherne Schlange, deren Anblick heilt
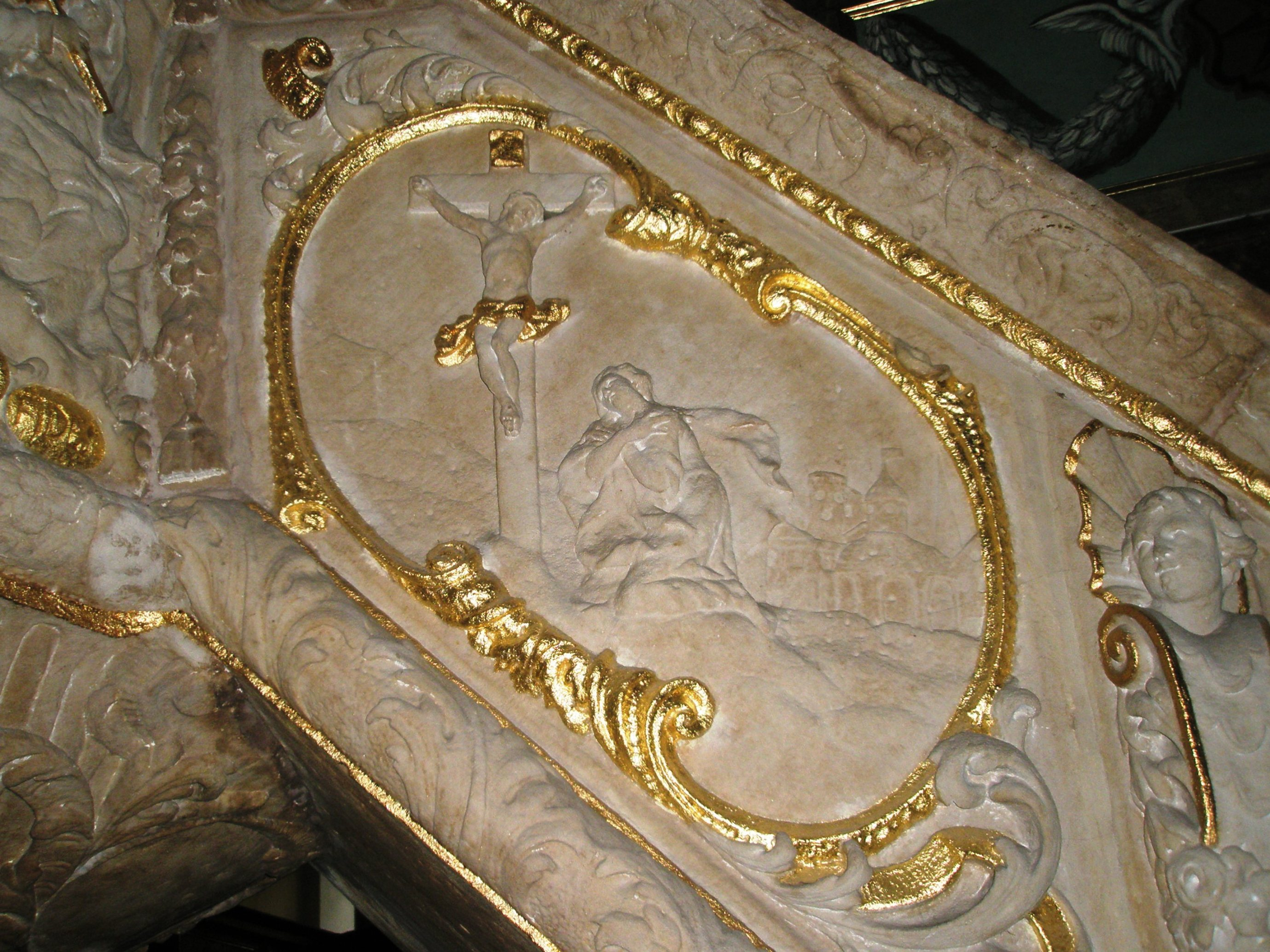
Maria als Mater Dolorosa schaut auf den ans Kreuz erhöhten Christus

### Historischer Friedhof
Die Kirche ist vom Gnadenfriedhof mit historisch bedeutsamen 19 Grabkapellen Hirschberger Patrizierfamilien umgeben (A/1996/617, 1. September 1959). Neben der Kirche befindet sich das Kantorhaus (A/2149/1101/J, 10. Februar 1992).

## Pfarrer
Von 1896 bis 1928 war Adolf Schmarsow Oberpfarrer der Gnadenkirche.